# Escola Municipal d'Art de Girona
L'Escola Municipal d'Art de Girona (EMA) és una escola d'art, un centre de formació, de creació i d'exposició dins del Centre Cultural La Mercè a Girona.
L'escola s'inscriu en la tradició de l'ensenyament artístic que va començar el 1790 amb l‘Escola de Dibuix, creada sota l'impuls del bisbe Tomàs de Lorenzana. Més tard va esdevenir l'Escola municipal de Belles Arts. La seva transformació ulterior en Escola Municipal d'Art que la volia més oberta a l'art contemporani amb menys de formació acadèmica clàssica, va suscitar crítiques d'artistes més tradicionals.
La proposta de formació abarca tècniques expressives clàssiques com el dibuix, la ceràmica, l'escultura o la pintura i formes més tecnològiques com el net.art, el vídeo o la fotografia. L'escola cedeix a més tallers per a la creació en tapís, ceràmica, gravat o altres projectes.

## Història
L'abril de 1790, el consistori gironí, creà l'Escola de Dibuix de Girona que després de diversos canvis d'ubicació, de nom i de funcionament, acabarà esdevenint l'actual Escola Municipal d'Art de Girona.

### L'Escola de Dibuix Municipal (1790-1840)
Els canvis socials que es varen experimentar a l'Espanya de la segona meitat del segle xviii, impulsats per una minoria il·lustrada, es varen concretar, entre d'altres en el camp de l'educació. En aquest context varen aparèixer a les ciutats institucions que promogueren nous ensenyaments, que varen lluitar per eliminar el crònic endarreriment tècnic i cultural. Amb aquesta intenció i amb l'impuls del bisbe Tomàs de Lorenzana, l'any 1790 es va inaugurar a la ciutat de Girona l'Escola Gratuïta de Dibuix, depenent de l'Ajuntament de Girona.
Les primeres referències de l'ensenyament de dibuix a la ciutat són de l'any 1781 quan Joan Estevanell i Josep Barnoya s'ofereixen al municipi per ensenyar dibuix a canvi de material i un espai apte per la docència. Quatre anys després, el 9 de desembre de 1785, l'Ajuntament va demanar autorització al Rei per establir una Escola de Dibuix a la ciutat. Finalment, un cop acabats els tràmits, el 1790 es va crear l'escola que es va ubicar al mateix edifici de l'ajuntament, a la Plaça del Vi, al primer pis, just a sobre de l'actual Sala Capitular. L'escola va romandre en aquest local fins que mitja centúria més tard es va traslladar l'Institut de Segon Ensenyament, al carrer de la Força.
Els 84 alumnes inicials aviat varen augmentar fins a 180. Les classes es feien cada dia de 6 a 8 del vespre, menys els festius. L'ensenyament i el material que es donava als alumnes eren gratuïts. A l'Escola s'ensenyava dibuix i qui ho volia també podia rebre ensenyament de Geometria, Arquitectura i Perspectiva.
Durant aquest primer període l'Escola va patir sovint diferents alts i baixos a causa de problemes de finançament o fins i tot a conseqüència de la guerra del francès.
L'any 1841 l'escola es va traslladar a la planta baixa del convent dels caputxins i no es va moure d'aquí fins ben entrat el segle vint.

### L'Escola Menor de Belles Arts (1849-1861)
El Reial Decret de 1849 va ordenar a les Diputacions provincials que es fessin càrrec de la promoció i sosteniment de les Escoles de Dibuix. Com a conseqüència la de Girona va passar a ser considerada Escola Menor de Belles Arts i a impartir, de forma reglada, els següents ensenyaments:
- Aritmètica i geometria especials per a dibuixants.
- Dibuix figuratiu.
- Dibuix lineal i d'adornament.
- Dibuix aplicat a les arts i a la fabricació.
- Modelatge i Buidatge d'adornament.

El Reial Decret de 1849 també va comportar que l'escola es convertís, al mateix temps, en Provincial i Municipal i que el seu manteniment anés conjuntament a càrrec de les dues institucions. Aquest fet i les tensions entre Diputació Provincial i Ajuntament varen marcar aquest període, i varen comportar un cert endarreriment amb comparació amb l'Escola d'Art d'Olot i la de Figueres.
El Director en aquest període va ser el gironí Ferran Garcia i Galí que va denunciar sense massa èxit, la desatenció que sovint va patir l'Escola en aquest període.

### L'agregació a l'institut vell de segon ensenyament (1861-1896)
El 9 de setembre de l'any 1875, les Corts de Cadis varen promulgar la llei Moyano. Aquesta llei d'Instrucció Pública va ordenar els ensenyaments secundaris en dos tipus: els generals i els d'aplicació a les professions industrials i va establir de manera definitiva els Instituts de Segon Ensenyament, el finançament dels quals aniria a càrrec dels pressupostos provincials.
A Girona, un Reial Decret de 23 d'agost de 1861 va agregar l'Escola de Belles Arts a l'Institut de Segon Ensenyament, que a partir del curs 1861-62 va incorporar els Estudis Menors de Belles Arts al seu pla d'estudis, oferint-los, això sí, als alumnes que no volien fer els estudis de Segon Ensenyament.
Aquesta nova situació va empènyer l'Ajuntament a considerar que l'Escola havia perdut el seu caràcter municipal i que per tant no hauria de continuar contribuint al seu manteniment, però el cert és que el 1883 encara continuava pagant.
El 1891 la Diputació va proposar una remodelació dels estudis a partir del projecte de Joaquim Vayreda.
El Pla Vayreda proposava dues categories d'escoles: una de primera a la capital, amb director i dos professors, i unes altres de segona, a Olot, Figueres, i a totes les altres ciutats que ho demanessin, amb un professor-director i un adjunt.
Els Problemes econòmics del consistori van fer que inicialment Girona rebutges el Pla Vayreda. Olot, la Bisbal, St. Feliu de Guíxols, Palafrugell, Llagostera i Puigcerdà l'accepten.
Finalment l'Ajuntament de Girona va acceptar el projecte a contra cor. Malgrat això, continuen les disputes sobre el finançament de l'Escola.
El 22 d'abril de 1896 la Diputació va acordar suprimir l'Escola de Belles Arts.

### L'Escola de Belles Arts i d'Arts i Oficis (1897-1902)
La Diputació va clausurar l'Escola Menor de Belles Arts l'any 1896. L'any següent l'Ajuntament va restablir l'Escola d'Arts i Oficis que es va instal·lar en l'Institut Provincial de Segon Ensenyament. L'Escola va disposar de cinc aules i capacitat per 250 alumnes.
L'organització i la direcció d'aquesta nova Escola Es va encarregar a l'arquitecte municipal Martí Sureda i Vilà que va redactar el reglament inspirant-se en les Escoles d'arts i Oficis de Gràcia i Mataró.
A causa d'un informe del consistori referent a la reforma de l'Escola de Dibuix, aprovat el 3 de setembre de 1900, aquest reglament només va estar en vigor dos cursos. Malgrat això, en aquest breu període, Girona va disposar d'una escola a l'estil de les que ja funcionaven en altres indrets del territori, i el model de Martí Sureda va influir considerablement en les projectes posteriors.
Com a aspectes essencials en el reglament de Martí sureda cal destacar la durada de quatre cursos i la divisió de l'Escola en dues seccions:
- Secció d'Arts Industrial i de Construcció.
- Secció de Belles Arts.

## Exposicions
L'EMA desenvolupa una programació d'exposicions que a més de mostrar les propostes de creació de professors i alumnes, ofereix altres activitats artístiques.
- Producció pròpia, (maig 2011): treballs recents dels professors de l'institut: Martí Artalejo, Jordi Armengol, Manel Bayo, Pep Camps, Provi Casals, Quim Corominas, Montserrat Costa, Dani Garcia, Vicenç Huedo, Fred Lebail, Evdokim Perevalsky, Tomàs Pons, Ernest Rossell i Sebi Subirós.[9]
- Autopoiesis (maig 2012): Obres de l'artista Montserrat Costa en col·laboració amb la ceramista Providència Casals. (Beca de Creació en Ceràmica)[10]